# Saraqusta Film Festival de 2023
El Saraqusta Film Festival de 2023 se celebró en Zaragoza entre el 29 de abril y el 5 de mayo de 2023. Fue organizado por el Ayuntamiento de Zaragoza, que delegó la producción ejecutiva en la empresa Cosmos Fan. Las sedes principales fueron una vez más el Museo del Teatro de Caesaraugusta, los Cines Palafox y el Cine Cervantes. Contó nuevamente con la colaboración institucional de la Diputación Provincial de Zaragoza y el Gobierno de Aragón , y con el patrocinio de los medios de comunicación RTVE, Aragón TV, Aragón Radio, Heraldo de Aragón, El Periódico de Aragón y Zaragoza Nsencia. Se trataba de la III edición del Saraqusta Film Festival, también conocido como III Festival Internacional de Zaragoza de Cine y Series de Historia.

## Preparación
Tras la apresurada celebración de la segunda edición del Saraqusta Film Festival, en esta ocasión se contó con un año de intervalo hasta la tercera edición. Se abrió un plazo de inscripción que finalizaría el 28 de febrero de 2023, con la intención de que el festival se celebrara entre el 29 de abril y el 5 de mayo del mismo año. Como en las ediciones anteriores, la participación estaba abierta para obras tanto españolas como extranjeras que aborden el género histórico o tengan una temática o ambientación en una época pasada. Su fecha de realización no debía ser anterior al 1 de septiembre de 2021, y tendrían preferencia aquellas que no hubiesen sido estrenadas en España antes de su participación en el festival.
La participación se incrementó con respecto a la edición anterior. Frente a las cuatrocientas cincuenta candidaturas del año 2022, esta vez se presentaron más de seiscientas. También aumentó el número de países de procedencia: de sesenta y ocho a ochenta y dos. Una vez más, el Cine Cervantes sería el lugar de proyección de los largometrajes de ficción a concurso, así como de las sesiones de inauguración y clausura; una de las salas de los Cines Palafox alojaría a los documentales a concurso y la sección no competitiva «Panorama Saraqusta»; y el Museo del Teatro de Caesaraugusta sería sede de las ruedas de prensa y mesas redondas.
Nuevamente se contó con David Arenas para el diseño del cartel anunciador. En esta ocasión utilizó la escultura denominada «Cabeza de princesa Julio-Claudia» a la que añadió una cámara cinematográfica como si la princesa romana estuviera filmando. La pieza se encuentra en el Museo del Teatro de Caesaraugusta, ya que formaba parte de la decoración del teatro romano, y se especula que podría representar a Julia Drusila, hermana del emperador Calígula.

## Sesión inaugural
La tercera edición del SFF se abrió el sábado 29 de abril en el Cine Cervantes con una ceremonia a la que asistieron la vicealcaldesa de Zaragoza y consejera de Cultura Sara Fernández, la concejal de Servicios Públicos y Movilidad Natalia Chueca y el director del Festival, José Ángel Delgado. Durante el acto el director Miguel Ángel Lamata y la actriz Silvia Marty entregaron el Premio Saraqusta a Alfonso Bassave y Salomé Jiménez. A continuación se proyectó fuera de concurso el documental Florián Rey, de luz y de sombra, dirigido por Vicky Calavia y que versa acerca de la vida del cineasta aragonés Florián Rey..

## Sección oficial
Como en las ediciones anteriores, el número de obras seleccionadas se limitó a cinco en la categoría de ficción y cinco en la de documentales.

### Largometrajes de ficción

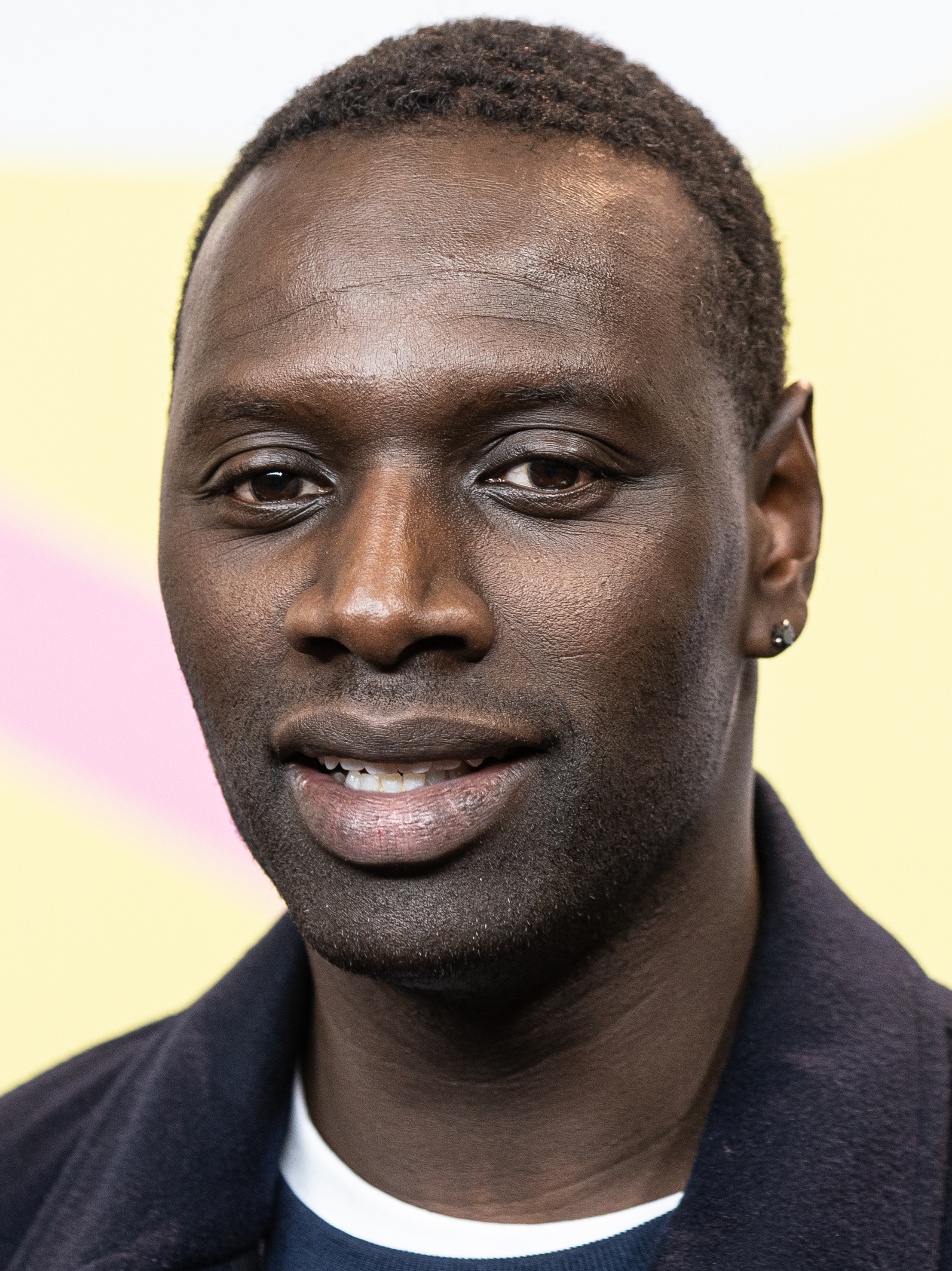
Omar Sy, mejor actor por Padre y soldado.

Las proyecciones se realizaron en el Cine Cervantes de Zaragoza en horario de 21:00 horas entre el domingo 30 de abril y el jueves 4 de mayo.
- Il Boemo (2022).  República Checa /  Italia /  Eslovaquia, sobre el compositor Josef Mysliveček.
- La historia de Annette Zelman (L'Histoire d'Annette Zelman, 2022).  Francia, telefilme basado en el caso real de una joven francesa víctima del Holocausto. La productora Paule Zajdermann dijo que consideró que la historia debía ser contada para evitar que se repitiera. La actriz Ilona Bachelier dijo que interpretar a una persona real fue un reto, pero contó con la ayuda de la hermana de Annette. La película fue presentada por la actriz Andrea del Río.
- El cazador de recompensas (Dead for a Dollar, 2022).  Estados Unidos, wéstern dirigido por Walter Hill.
- Miró (2023).  España. El actor Fernando Ramallo presentó este biopic televisivo del pintor Joan Miró. El director Oriol Ferrer explicó que era la primera obra de ficción hecha sobre el personaje. El actor Eduardo Lloveras relató que, para interpretar a Miró, examinó los pocos videos en los que aparece, ya que era muy reservado. También estuvo presente Pau Roca, quien interpretó a Pablo Picasso.
- Padre y soldado (Tirailleurs, 2022).  Francia, que refleja la actuación de los soldados senegaleses reclutados por Francia para combatir en la Primera Guerra Mundial. La película fue presentada por el actor Nacho Rubio. En la rueda de prensa, la directora del Instituto francés de Zaragoza, Marine Caron, explicó que es un filme que muestra por primera vez un episodio oscuro de la historia de Francia. El popular actor Omar Sy encabeza el reparto.

### Documentales
Las proyecciones se realizaron en los Cines Palafox, a las 19:00 horas de domingo a jueves.
- Urraca, cazador de rojos (2022).  España, revelando la actuación de Pedro Urraca, policía español que persiguió a exiliados en la Francia ocupada por el Tercer Reich. El codirector Pedro de Echave y el productor Pablo Azorín explicaron que el filme gira en torno a la nieta del policía, empeñada en desmarcarse de la imagen de su abuelo.
- El olvido del mar (2023).  España. La directora, Mirella R. Abrisqueta, explicó que quiso recordar al oceanógrafo Odón de Buen, para lo que contó con la ayuda del actor Carmelo Gómez.
- El incendio del Reichstag (L'incendie du Reichstag, 2023).  Francia, sobre el suceso que sirvió al canciller Hitler para desencadenar una dura represión contra los comunistas.
- Franco Battiato, la voz del maestro (Franco Battiato, la voce del padrone, 2022).  Italia. El director Marco Spagnoli explicó que le encargaron el trabajo cuando Battiato estaba vivo, y su fallecimiento afectó al proyecto. El subtítulo «la voz del maestro» se debe al nombre del primer álbum italiano que vendió más de un millón de copias. El documental cuenta con testimonios de amigos del cantante, entre otros Nanni Moretti y Willem Dafoe.
- Sergio Larraín, el instante eterno (2022).  Chile, acerca de Sergio Larraín, el único fotógrafo chileno que formó parte de la Agencia Magnum. El director Sebastián Moreno contó cómo fue el hecho de que Larraín quisiera abandonar la fotografía lo que le llevó a interesarse por él.

## Panorama Saraqusta
Como en años anteriores, la muestra de series de televisión —denominada ahora «Panorama Saraqusta»— no fue competitiva. Las proyecciones se realizaron en los Cines Palafox a las 17:00 horas de domingo a jueves.
- La Fortuna (miniserie).  España /  Estados Unidos.
- Los emigrantes (miniserie).  Suecia /  Nueva Zelanda /  Dinamarca /  Noruega, basada en la serie de novelas homónima de Vilhelm Moberg.
- Ingeniería romana (serie).  España. Se emitió un capítulo centrado en la ciudad de Zaragoza. El creador de la serie, Javier Muñiz, explicó cómo pusieron en marcha en solitario el primer capítulo de la serie, pero que la colaboración de TVE fue fundamental para su éxito. También resaltó la gran cantidad de restos arqueológicos poco conocidos que hay en Zaragoza.
- Hospital Real (serie).  España. Ambientada en Galicia a finales del siglo XVIII, en medio de una crisis económica y con la influencia de la Revolución francesa.
- La sonata del silencio (miniserie).  España. Serie de RTVE ambientada en la España de los años 1940.

## Actividades paralelas
Junto a las proyecciones, se celebraron de domingo a jueves al mediodía varias mesas redondas en el Museo del Teatro de Caesaraugusta:

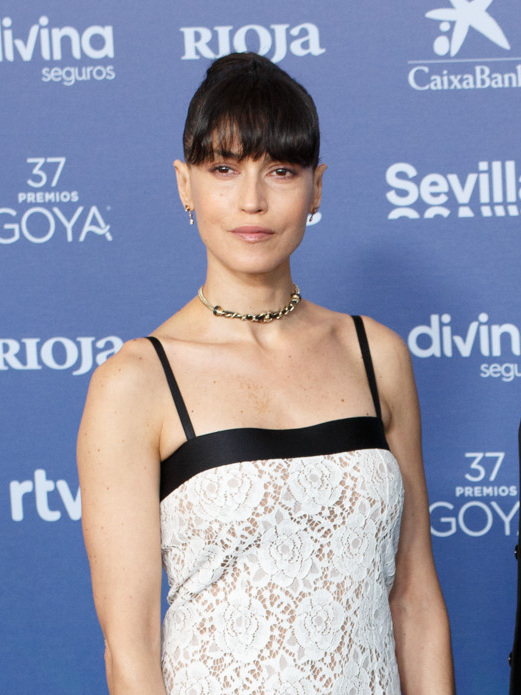
Nerea Barros participó en una mesa redonda.

- «El caso histórico de La Fortuna», moderada por el periodista y divulgador cinematográfico Javier Millán. Se habló de la serie de televisión La Fortuna, dirigida por Alejandro Amenábar. Participaron los intérpretes Leonor Bruna y Jorge Asín, que habían formado parte del elenco.
- «Rodar en la Zaragoza antigua», moderada por Adriana Oliveros, directora del Clúster Audiovisual de Aragón. Trató de las posibilidades de Zaragoza como escenario de películas. Contó con la participación del director Ignacio Estaregui, el director de la Oficina de Proyección Exterior de Zaragoza Fernando Bermúdez y Pablo Azorín, jefe de localizaciones de Palma Pictures durante veinte años.
- «Imágenes con las que revivir el pasado», moderado por la historiadora Isabel Soria. Versó acerca del uso de la digitalización en producciones históricas. Contó con la presencia del doctor Javier Angás, del Departamento de Ciencias de la Antigüedad de la Universidad de Zaragoza, colaborador de la serie de Aragón TV El legado invisible; José Antonio Muñiz, autor de la serie Ingeniería romana; y Javier Fernández, del propio Museo del Teatro de Caesaraugusta.
- «Galicia en la ficción de época», moderada por David Raya, presidente del Centro Gallego de Zaragoza, y por la cineasta Marta Cabrera. Participaron también la actriz Nerea Barros —una de las intérpretes de la serie Hospital Real— y el crítico de cine Enrique Abenia.
- «Profes de cine. Profes que han hecho historia», moderada por el profesor de Lengua y Literatura Pepe Trivez. Participaron los docentes Eva Villar, Carlos Guallart y Ricardo Flores.

## Jurado
El Jurado encargado de decidir la mayor parte de los premios de la Sección oficial —con excepción del Premio del Jurado Joven— fue multidisciplinar y estuvo compuesto por las siguientes personas:
- Steve Miller, diseñador y mezclador de sonido; presidente del jurado.
- Lorena Calvo, licenciada en Derecho y funcionaria del área de Cultura del Ayuntamiento de Zaragoza.
- Laura Contreras, licenciada en Historia del Arte y actriz.
- Elena Cid, Licenciada en Ciencias Químicas y en Márketing y directora, guionista y productora de audiovisual.
- Fernando Sanz, profesor de Historia del Arte en la Universidad de Zaragoza.

## Clausura
El viernes 5 de mayo a las 19:00 horas tuvo lugar el acto de clausura en el Cine Cervantes. Fue presentado por el periodista Javier Vázquez y contó con la presencia del alcalde de Zaragoza Jorge Azcón, la vicealcaldesa Sara Fernández y el director general de Cultura del Gobierno de Aragón, Víctor Lucea. Se proyectó la película El rey pasmado, ganadora en su día de ocho premios Goya. En ella intervino el actor portugués Joaquim de Almeida, a quien se entregó el Premio Saraqusta por su larga trayectoria profesional. También se entregaron los distintos premios de la sección oficial.

## Palmarés

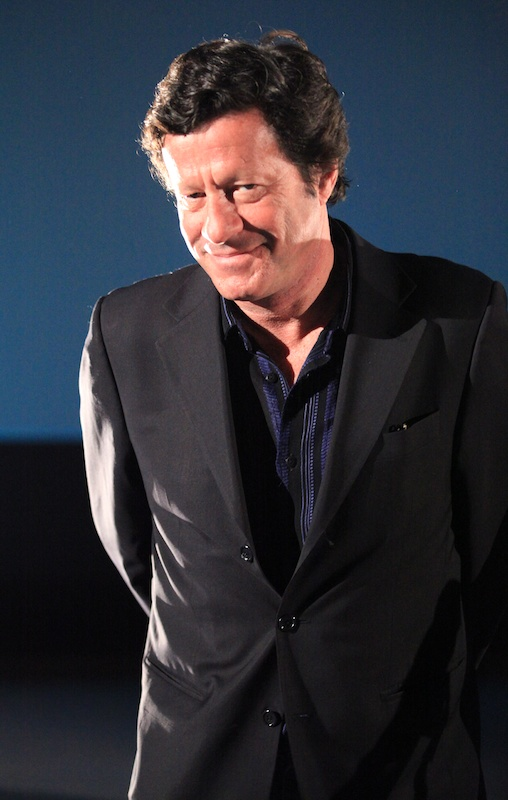
Joaquim de Almeida, primer extranjero en recibir el Premio Saraqusta.

El actor portugués y estadounidense Joaquim de Almeida fue la primera persona en recibir el Premio Saraqusta sin tener nacionalidad española. Durante su larga trayectoria, su dominio de diversos idiomas le han permitido rodar numerosas películas históricas en distintos países, como Good morning, Babilonia, Sandino, El rey pasmado, El maestro de esgrima, Capitanes de abril, Che o La conjura de El Escorial. El madrileño Alfonso Bassave recibió el premio por su participación en películas históricas —Encontrarás dragones— y, sobre todo, series de televisión como Hispania, la leyenda, Gran Hotel, Amar es para siempre o Carlos, rey emperador. También la zaragozana Salomé Jiménez participó en Hispania, la leyenda y Amar es para siempre, además de en Cristo y Rey.
Los premios de la competición oficial estuvieron más repartidos que en la edición anterior. Urraca, cazador de rojos ganó el Dragón de Oro al mejor documental y el Dragón de Plata al mejor guion. El Dragón de Oro al mejor largometraje de ficción fue para Il Boemo. Doble premio tuvo también La historia de Annette Zelman, con el Premio del Jurado Joven y el de mejor actriz para Ilona Bachelier. El galardón a la mejor dirección fue para Sebastián Moreno por su documental Sergio Larraín, el instante eterno. Y el de mejor actor fue para Omar Sy.
| Categoría                                      | Premiado                      | Labor premiada                     |
| ---------------------------------------------- | ----------------------------- | ---------------------------------- |
| Premio Saraqusta                               | Joaquim de Almeida            | Trayectoria como actor             |
| Premio Saraqusta                               | Alfonso Bassave               | Trayectoria como actor             |
| Premio Saraqusta                               | Salomé Jiménez                | Trayectoria como actriz            |
| Dragón de Oro al mejor largometraje de ficción | Il Boemo                      | Il Boemo                           |
| Dragón de Oro al mejor documental              | Urraca, cazador de rojos      | Urraca, cazador de rojos           |
| Dragón de Plata a la mejor dirección           | Sebastián Moreno              | Sergio Larraín, el instante eterno |
| Dragón de Plata al mejor guion                 | Pedro de Echave               | Urraca, cazador de rojos           |
| Dragón de Plata a la mejor actriz              | Ilona Bachelier               | La historia de Annette Zelman      |
| Dragón de Plata al mejor actor                 | Omar Sy                       | Padre y soldado                    |
| Premio del Jurado Joven                        | La historia de Annette Zelman | La historia de Annette Zelman      |

## Balance
El director del certamen, José Ángel Delgado, y la consejera de Cultura del Ayuntamiento de Zaragoza, Sara Fernández, valoraron muy positivamente la tercera edición. Se avanzó en la internacionalización del festival. Al ya señalado aumento de participación en número de películas presentadas y países de procedencia hay que añadir un aumento de participación del 63% en las redes sociales activas —Twitter, Instagram y Facebook— con usuarios procedentes de países de diversos continentes. También contribuyó a esta internacionalización la concesión del Premio Saraqusta por primera vez a un extranjero, el actor Joaquim de Almeida. Por otra parte, el público zaragozano respondió bien y el número de asistentes a las proyecciones aumentó hasta dos mil quinientos. También se duplicó el impacto en medios de comunicación nacionales e internacionales. No obstante, ambos estaban de acuerdo en que faltaba mucho trabajo por hacer para consolidar el SFF.